# Dendrocephalus brasiliensis
Dendrocephalus brasiliensis, popularmente conhecida como Branchoneta ou Artêmia de água doce. É um crustáceo da ordem Anostraca, família Thamnocephalidae, gênero Dendrocephalus. Foi descoberta por Pesta, em 1921, onde foram coletados espécimes nos estados da Bahia e Piauí. É natural do Brasil e Argentina, vivendo em poços e lagos de água doce. Na estação seca, esses lagos evaporam, desidratando assim os cistos. Novamente na época das chuvas, os cistos são reidratados, dando inicio a uma nova geração de Branchonetas. 

## Ciclo de Vida
O ciclo de vida depende das condições ambientais onde uma temperatura adequada em torno de 27°C e pH alcalino. Atingem a fase adulta já na segunda semana de vida e podem viver por aproximadamente 90 dias. Em condições ambientais favoráveis e boa disponibilidade de alimento, as fêmeas começam a postura de cistos no 8º dia. Cada fêmea gera de 100 a pouco mais de 200 cistos. Os cistos porém, necessitam ser desidratados e posteriormente reidratados para conseguirem eclodir. A eclosão ocorre a partir de 12 horas de reidratação. Contudo, por precaução natural, nem todos os cistos eclodem simultaneamente, podendo alguns eclodirem nos dias seguintes, prevenindo assim chuvas esporádicas que não sustentam o ciclo de vida das Branchonetas.

## Características

### Cistos
Diferentemente dos cistos de Artêmia Salina, que depois de desidratados apresentam forma circular, os cistos de Branchoneta, quando ressecados, ficam cheios de cavidades, apresentando forma oitavada. São muito pequenos, sendo praticamente impossível separá-los das fezes e substrato na água. Segundo fontes não confirmadas, 1 grama pode ter centenas de milhares cistos. Os cistos são muito resistentes, podendo suportar temporadas de seca, para quando, com a volta das chuvas, eclodir novamente.

### Branchonetas
Como os demais Anostracos, possuem 11 pares de filopódios e os utilizam para se movimentar. Seu corpo é de formato cilíndrico e não possui carapaça. Em condições ideais, apresentam comprimento superiores a 20mm. Contudo, vários fatores podem influenciar no crescimento e maturidade, tais como: excesso de população, falta de alimentação adequada, baixa temperatura, pH incorreto e excesso de amônia, nitrito, nitrato, orto-fosfato, dureza, dentre outros. Esses fatores interferem no tamanho ao atingir a idade adulta, peso de massa bruta e na quantidade de cistos produzidos. Outro fator importante é a presença de predadores. A ocorrência de ninfas de libélulas, por exemplo, pode reduzir bastante a eclosão de cistos ou mesmo eliminar a existência das branchonetas.

## Dimorfismo sexual
As branchonetas apresentam sexos separados e de fácil identificação, onde o macho apresenta corpo e cauda mais transparentes, enquanto a fêmea apresenta a cauda avermelhada e o ovissaco saliente, geralmente de coloração mais escura.

## Alimentação
As Branchonetas são essencialmente filtradoras e alimentam-se de organismos suspensos na água, como fitoplânctons e algas. Em um curto período (1 a 3 dias), elas podem deixar um tanque cheio de algas completamente limpo. Alguns aquaristas e pesquisadores variam a alimentação com infusórios, fermento biológico, gema de ovo esfarelada, farinha de trigo, Spirulina, leite em pó ou qualquer alimento que possa se misturar com a água.

## Comportamento
As Branchonetas preferem a aglomeração, nadando em grupos. Nadam de forma desordenada e em todos os sentidos, muitas vezes de cabeça para baixo. Nadam com os filopódios voltados para cima, buscando a claridade no ambiente que se encontram..

## Utilização humana
Alguns pesquisadores e aquaristas utilizam as Branchonetas como alimento vivo para peixes e outros animais, principalmente na larvicultura de peixes e camarões, devido ao alto índice de proteína (próximo a 70%), maior até que sua prima Artêmia salina (62%) e a presença de ácidos graxos (ácido linolênico, ácido eicosapentaenóico ou EPA e ácido docosahexaenóico ou DHA). A utilização como alimento vivo apresenta em excelente resultado, tanto no crescimento e peso dos alevinos quanto na redução significativa de mortalidade. Estudos relacionados mostram que na criação de peixes ornamentais os alevinos com 2 meses de vida apresentaram peso 3X maior e o dobro de comprimento em relação a alevinos tratados com rações comerciais para peixes ornamentais. Dentre todos os alimentos vivos, a Branchoneta é uma das melhores alternativas para a aquicultura.
Não existem muitas informações comprovadas sobre Branchonetas devido a poucos estudos relacionados.